# Castillo Altenstein
El castillo de Altenstein (en alemán: Burg Altenstein) es un castillo en ruinas en Altenstein (Markt Maroldsweisach) en el distrito de Haßberge en la Baja Franconia, Alemania. Fue la sede familiar de los señores de Stein de Altenstein, que desaparecieron en el siglo XIX, se encuentra a 40 kilómetros al norte de la ciudad de Bamberg y, desde finales del siglo XX, ha sido administrada por el distrito de Haßberge. El castillo fue renovado alrededor del cambio de milenio.

## Ubicación
Las ruinas del castillo de la colina se encuentran dominando el pueblo del mismo nombre en una cresta (ca. 452 m s. n. m.) en las colinas de Haßberge entre Ebern y Maroldsweisach. La colina del castillo se eleva a unos 150 metros sobre el valle del río Weisach.
La cresta alargada en la que se encuentra el castillo de Altenstein también es el sitio de otras fortificaciones. La Oficina de Protección de Monumentos del Estado de Baviera lo ha clasificado con el número de serie del monumento D-6-5830-0006, una mota medieval al sur y debajo del castillo en Galgenberg ("Colina de la horca").
Aproximadamente a dos kilómetros al sur de las ruinas en las laderas orientales hay otros dos sitios patrimoniales escondidos en el bosque y ambos llamados Altburg ("Castillo Viejo"). Otros cuatro kilómetros al sur se encuentra el gran castillo doble de Lichtenstein en el lado del valle. El sitio del castillo de roca de Teufelsstein debajo del castillo de Lichtenstein es la posible sede familiar de las dos líneas de los señores de Stein. Sobre la aldea de Eyrichshof se encuentran los restos del castillo de Rotenhan, uno de los pocos castillos de roca en Alemania.

## Historia

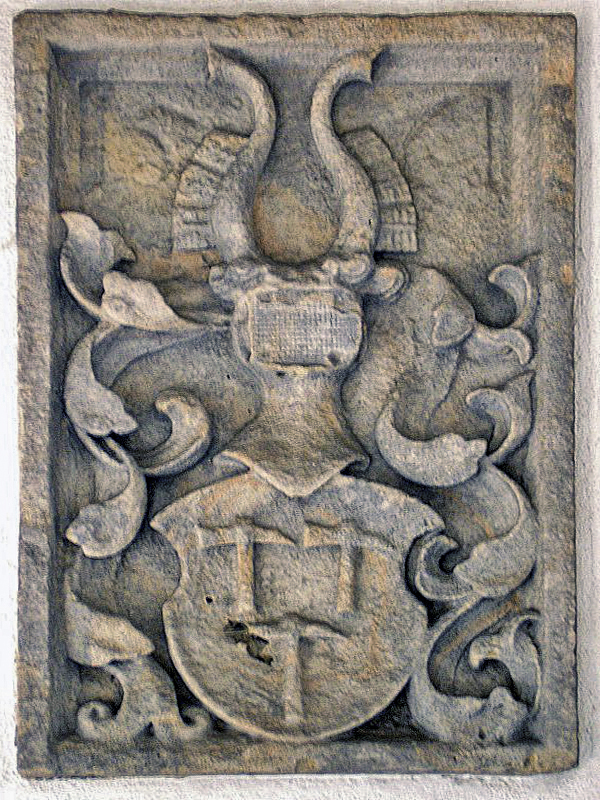
Un escudo de armas esculpido (Wappenstein), probablemente del, de la antigua iglesia parroquial; ahora en el pórtico de la nueva iglesia.

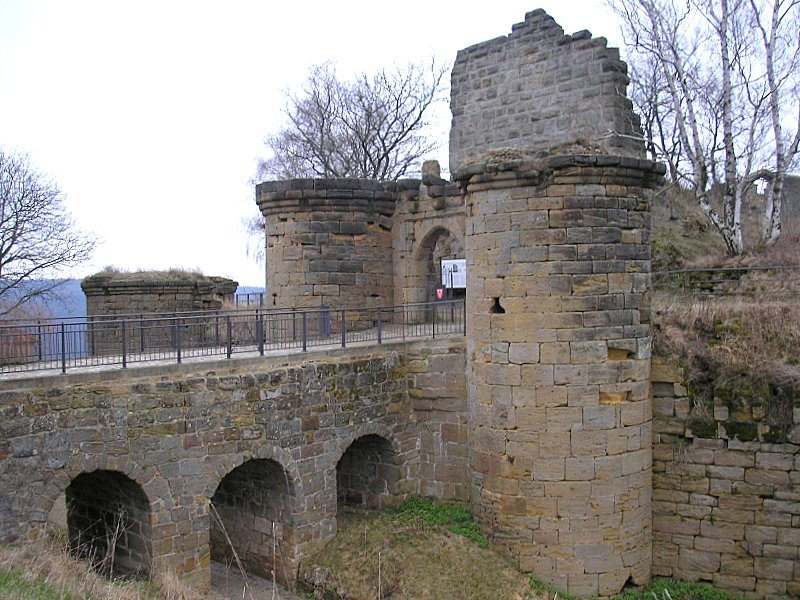
Puente, portón y bergfried

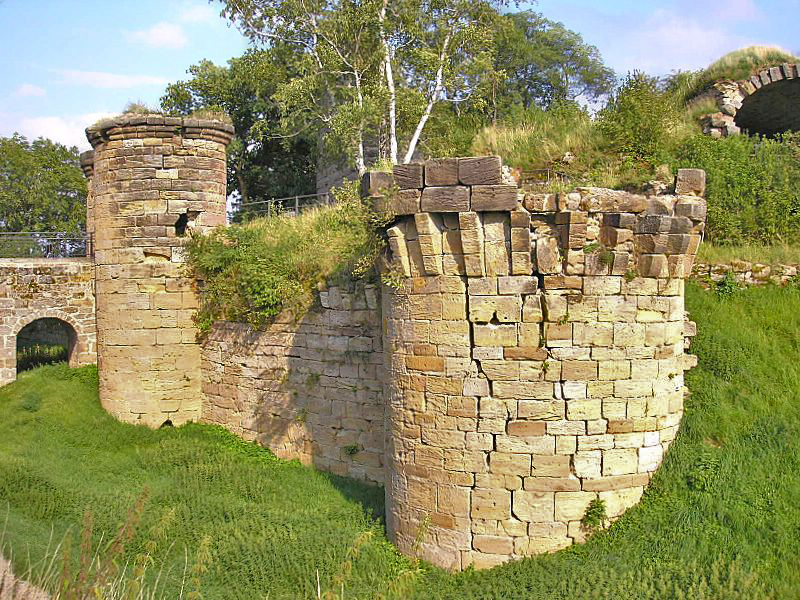
Las fortificaciones del noroeste

El castillo fue la sede de los señores de Stein zu Altenstein. Los Stein se dividieron en dos líneas alrededor de 1200. Los Stein von Lichtenstein ("Steins of Lichtenstein") tenían su asiento en el castillo de Lichtenstein. Se cree que el origen de esta familia es Teufelsstein, un castillo de roca que solía estar en un sitio debajo del castillo de Lichtenstein.
La familia de caballeros originalmente libre pronto tuvo que convertirse en vasallos de los príncipes-pbispos de Würzburg. Desde principios del siglo XIV, los Altensteins solo aparecen como vasallos de Würzburg, ocasionalmente de Bamberg, pero también tenían feudos de las abadías de Banz y Langheim .
El castillo parece ser mencionado por primera vez, indirectamente, en 1225. En un documento de esa época se menciona un Marquard Magnus de antiquo lapide (es decir, un "Marquard el Grande de Altenstein"). En 1231, el castillo se conoce directamente como un castrum con una ecclesia (castillo con una iglesia).
Durante los siglos siguientes, el lugar se convirtió en un típico Ganerbenburg, un castillo ocupado y dirigido por varias ramas de la familia en común. En 1296, ocho familias vivían en la fortaleza sobre el valle de Weisach. Como uno de los primeros registros de un llamado Ganerbschaft ("herencia conjunta"), este hecho es de particular interés para los investigadores de castillos. Un acuerdo de Burgfrieden en 1441 nombró a diez hermanos y primos de cinco familias, cada uno de los cuales vivía en sus propios aposentos en el castillo.
La familia von Altenstein pudo establecer un pequeño territorio alrededor del castillo durante los siglos XIV y XV. Esto permitió consolidar las dispersas tierras alodiales de la familia. El éxito económico de los castellanos de la época se puede ver en las impresionantes estructuras del castillo que se han conservado.
En 1525, Altenstein sufrió daños durante la Guerra de los Campesinos. En 1549, el emperador Carlos V otorgó la jurisdicción del tribunal superior a los Altenstein. Se dejó que los castellanos, en virtud de la ley criminal llamada la Malefizrecht, tener existencias y un lugar de la ejecución erigido, y por lo tanto a los criminales de una oración hasta la muerte bajo la Corte Imperial Colgando Ley (Reichsgerichtshalsordnung).
En 1567, Guillermo de Stein zu Altenstein se opuso al príncipe-obispo de Würzburg durante la Grumbach Feud y, por lo tanto, fue ejecutado a espada en la plaza del mercado de Gotha. El obispado despojó a la familia de su feudo. Después de que el castillo fuera saqueado nuevamente durante la Guerra de los Treinta Años, la familia pasó cada vez más por tiempos difíciles. En 1634, Caspar von Stein fue asesinado a tiros por mercenarios merodeadores.
En 1695, el emperador Leopoldo I elevó a Juan Casimiro de Stein zu Altenstein al rango de barón libre imperial (Reichsfreiherrenstand). Sin embargo, esto solo retrasó un poco el declive de la familia. En ese momento todavía había tres líneas de la familia: Altenstein, Marbach y Ditterswind.
Los Stein de Altenstein vivieron en su asiento familiar hasta 1703, pero luego se trasladaron al valle a su recién construido castillo de Pfaffendorf. En 1670, el obispado pidió a los castellanos, en vano, que reconstruyeran el castillo. Como consecuencia, el castillo cayó en su actual estado de ruinas. En 1768 Christian Adam Louis von Stein vendió la mansión de Maroldsweisach a Joseph Anton, barón Horneck de Weinheim. Como una de las últimas propiedades, la mansión en Pfaffendorf fue a los barones de Grunelius alrededor de 1850.
En 1875 murió Karl vom Stein zum Altenstein, la última ramita de la rama alemana de los señores de Altenstein. Finalmente, el castillo pasó en 1895 a los señores de Rotenhan. En 1898 y 1949/50, se llevaron a cabo trabajos de mantenimiento menores.
Las ruinas del castillo fueron donadas al distrito de Hassberge en 1972, que ahora las posee y administra. En 1999, el condado comenzó la renovación y el desarrollo del sitio, que se completó oficialmente en 2003.
El miembro más notable de la familia von Altenstein fue Karl Sigmund Franz, barón de Stein zum Altenstein (1770-1840), a quien a menudo se confunde con su tocayo y predecesor en el cargo, Heinrich Friedrich Karl vom und zum Stein , el conocido "Baron vom Stein". Esta familia de Renania no tiene ninguna conexión genealógica con los Steins de Franconia de Altenstein.